# Sov, min älskling!
Sov, min älskling! är en amerikansk film från 1948 i regi av Douglas Sirk.

## Handling
Alison Courtland från New York vaknar upp på ett tåg på väg till Boston. Hon har inget minne av hur hon hamnade där. Hennes man Richard får henne sedan att börja gå hos en psykolog. Men egentligen är det Richard som står bakom de mystiska saker Alison råkar ut för. Richard har en plan för att komma åt hennes förmögenhet, men en man som Alison träffar, Bruce Elcott sätter käppar i hjulet för honom.

## Rollista
- Claudette Colbert - Alison Courtland
- Robert Cummings - Bruce Elcott
- Don Ameche - Richard W. Courtland
- Rita Johnson - Barby
- George Coulouris - Charles Vernay
- Queenie Smith - Grace Vernay
- Ralph Morgan - Dr. Rhinehart
- Keye Luke - Jimmie Lin
- Fred Nurney - Haskins
- Raymond Burr - Det. Sgt. Strake
- Lillian Bronson - Helen
- Hazel Brooks - Daphne